# Silvio Pellico

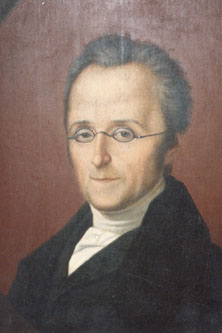
Silvio Pellico.

Silvio Pellico, född 24 juni 1789, död 31 januari 1854, var en italiensk författare.

## Biografi
Pellico var lärare i Milano, och debuterade där som författare 1818 med tragedin Francesca da Rimini. Tragedin var konstnärligt ganska obetydlig men mottogs med publikens jubel på grund av sin flammande patriotism och sina anfall på de då i Norditalien härskande österrikarna. Dessa angrepp fortsatte Pellico även som medarbetare i den snart förbjudna tidskriften Il Conciliatore. Under uppgörelsen efter oroligheterna 1820-1821 arresterades han, fördes till Venedigs blykamrar och dömdes till döden 1822. Han benådades dock till 15 års strängt fängelse, och tillbringade åtta år i Spielberg vid Brünn (Brno), innan han frigavs. 
Pellico tillbringade resten av sitt liv i Turin, där han 1831 utgav den i Venedig författade tragedin Ester d'Engaddi och 1832 den i Brünn diktade Leoniero da Dertona, tillsammans med Gismonda da Mendizio och Erodiade under titeln Tre nuovi tragedie samt den berömda fängelsebeskrivningen Le mie prigioni (flera svenska översättningar). Dess milda resignation verkade på läsaren starkare än häftiga anklagelser, och boken hade därigenom för närandet av upprorslusten mot Österrike omätbar betydelse. Pellico utgav vidare tragedin Tomasso Moro (1833), den religiösa skriften Dei doveri degli uomini (1834, svensk översättning 1836), Opere inedite (1837) och Opere complete (1848). Hans Le più belle pagine utgavs med en känd inledning av Grazia Deledda 1923.

## Svenska översättningar
- Minnen från min fängelsetid (Le mie prigioni) (översättning Carl Julius Lénström, Jönköping, J. P. Lundström, 1836)
- Grefve Silvio Pelico af Saluzzo ifrån dess religiösa stånd punkt betraktad (översättning Eric Malmborg, Strengnäs, 1837)
- Menniskans pligter (översättning Carl August Bagge, Stockholm, 1843)
- Francesca af Rimini (Francesca da Rimini) (översättning Mauritz Boheman, 1877)
- Från min fängelsetid (Le mie prigioni) (översättning G...e, Almqvist & J. Wiksell, 1884)
- I fängelse (Le mie prigioni) (översättning Florrie Hamilton, Almqvist & Wiksell, 1925)
- Mina fängelseår (Le mie prigioni) (italiensk bearbetning Silvia Tomba, svensk redigering Erik Lindström, Niloé, 1962-1963)